# Lebădă de iarnă

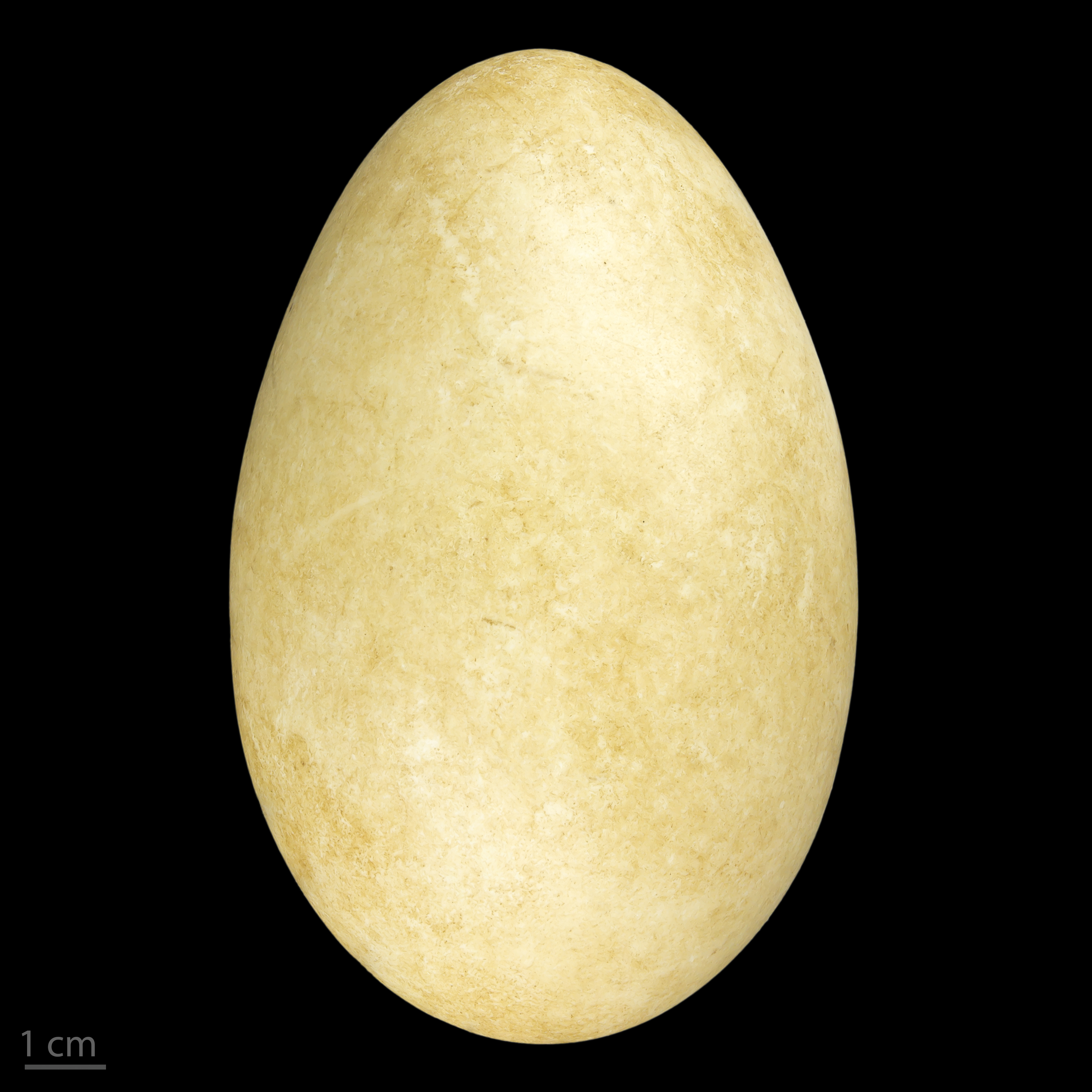
Cygnus cygnus - MHNT

Lebăda de iarnă (Cygnus cygnus) este o pasăre migratoare din ordinul anzeriformelor (Anseriformes), familia anatidelor (Anatidae) cu o talie foarte mare, de culoare albă, răspândită în regiunile nordice ale Eurasiei (Rusia, Scandinavia, Islanda) care migrează spre regiunile temperate din sudul Europei și Asiei unde iernează. Ciocul este galben, cu jumătatea anterioară neagră; picioarele sunt negre. Are glasul puternic, ca un sunet de trompetă, obișnuind să strige în grup. Se hrănește mai ales cu vegetale: iarbă, plante acvatice, semințe de ierburi, dar și viermi, insecte, moluște; câteodată și pești. În România vine din nord în sezonul rece, iar primăvara se înapoiază spre locurile de reproducere din nordul Eurasiei; la noi este răspândită în lagune și pe lacurile litorale (complexul lagunar Razim etc.) și în Delta Dunării.